# Делурень (Стойлешть, Вилча)
Делурень, Делурені (рум. Delureni) — село у повіті Вилча в Румунії. Входить до складу комуни Стойлешть.
Село розташоване на відстані 144 км на захід від Бухареста, 23 км на південь від Римніку-Вилчі, 77 км на північний схід від Крайови, 128 км на південний захід від Брашова.

## Населення
За даними перепису населення 2002 року у селі проживали 122 особи, усі — румуни. Усі жителі села рідною мовою назвали румунську.